# Belonophora coriacea
Belonophora coriacea är en måreväxtart som beskrevs av Hoyle. Belonophora coriacea ingår i släktet Belonophora och familjen måreväxter. Inga underarter finns listade i Catalogue of Life.